# De Wijers

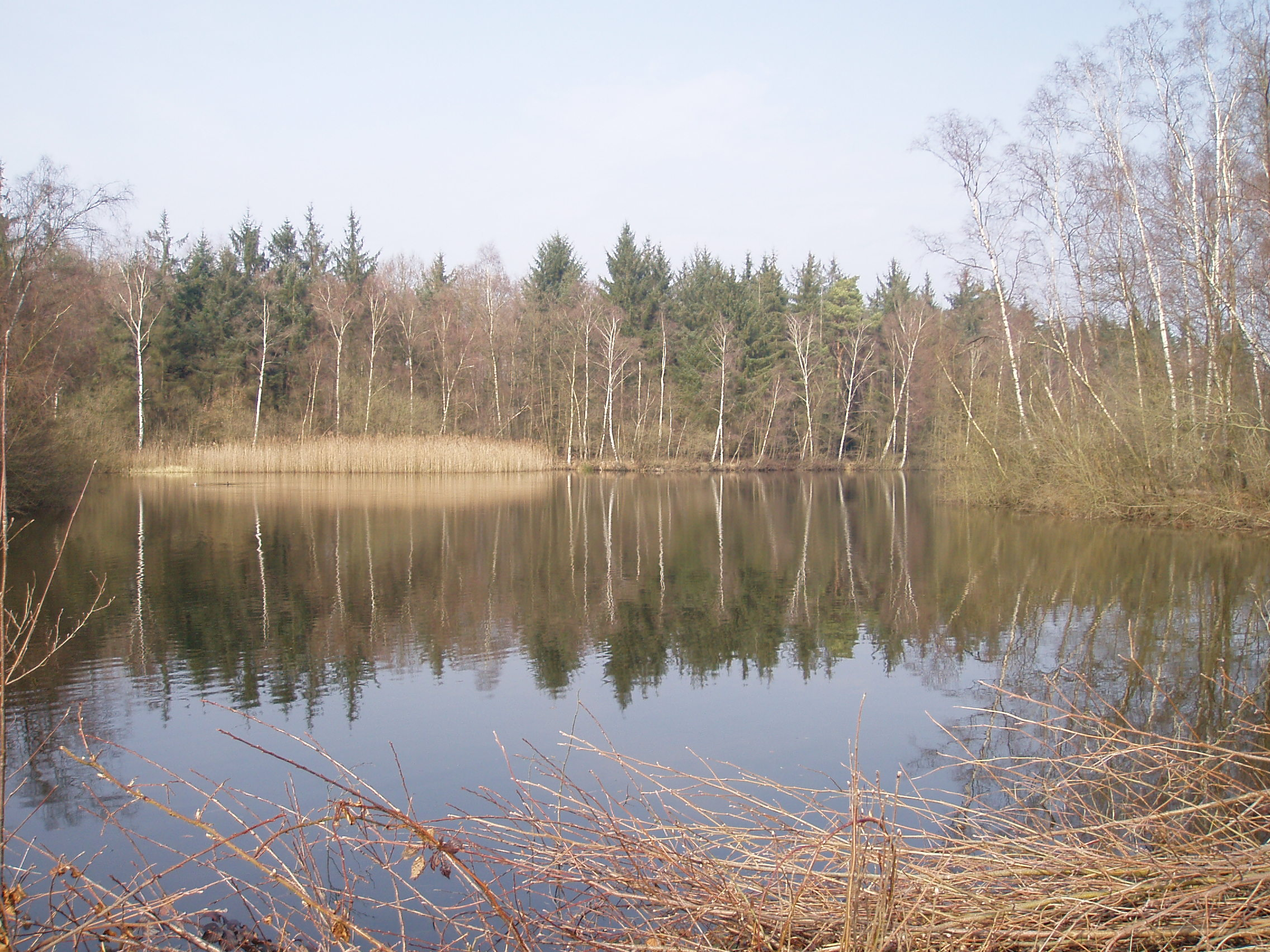
Een van de vijvers van De Wijers

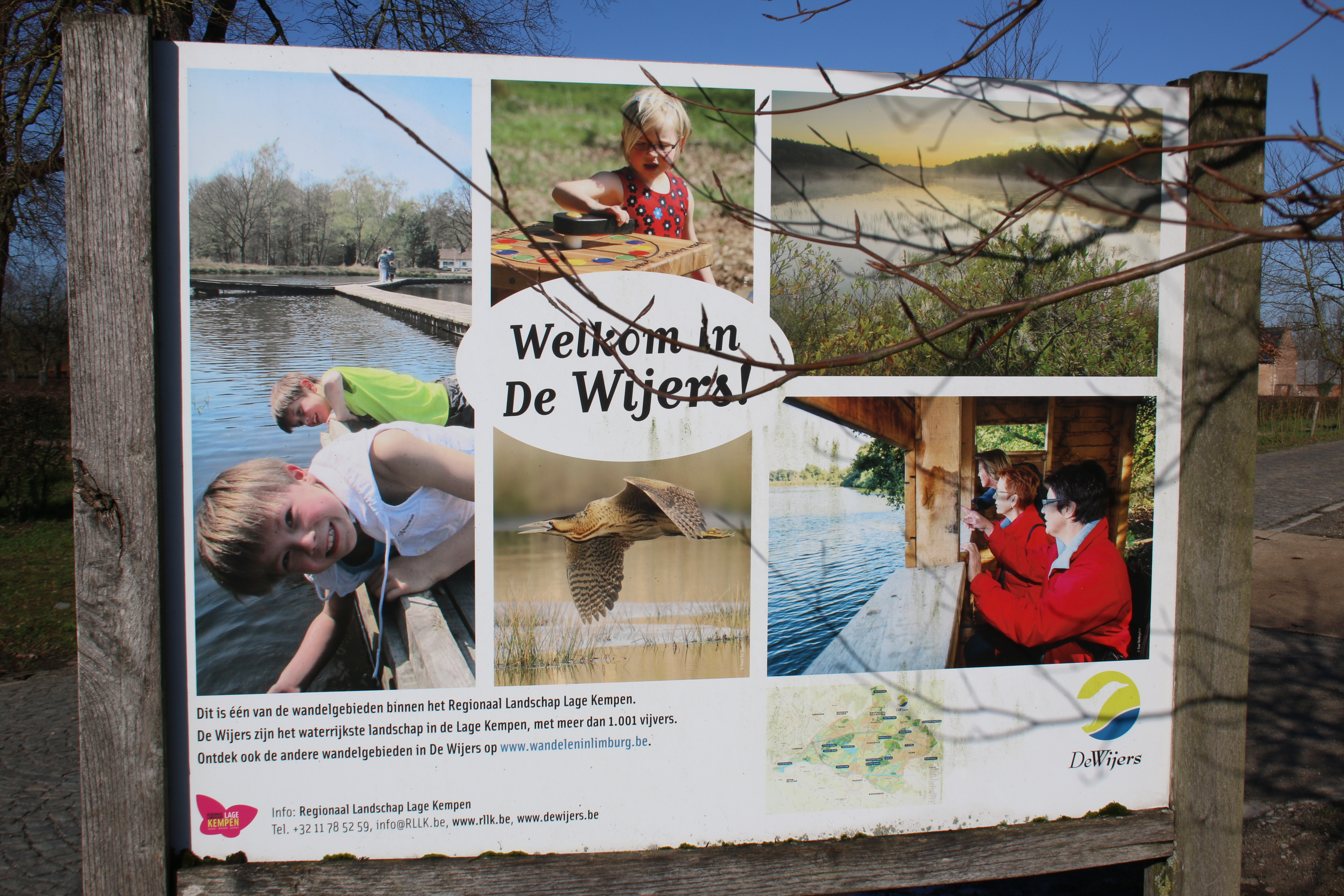

De Wijers is een vijverrijke regio in het centrum van de Belgische provincie Limburg. Het wordt ook het land van 1001 vijvers genoemd.

## Naam
De naam van het vijvergebied komt van wijer, het oude woord voor 'viskweekvijver'. Verschillende natuurgebieden die tot De Wijers worden gerekend hebben een naam met gelijkaardige afkomst: Caetsweyers, Dauteweyers en Platwijers.

## Situering
De Wijers strekt zich uit over acht Limburgse gemeenten: Hasselt, Herk-de-Stad, Genk, Diepenbeek, Lummen, Heusden-Zolder, Houthalen-Helchteren en Zonhoven. Die laatste ligt centraal in de regio en is de enige waarvan het volledige grondgebied tot De Wijers wordt gerekend.

## Beschrijving
De Wijers omvat 26.000 ha waterlandschap vol vijvers, plassen en beekvalleien. Het is een bijzonder waardevol natuurgebied, zelfs op Europese schaal: grote delen van het gebied zijn opgenomen in het Natura 2000-netwerk. Het waterlandschap biedt dan ook een thuis aan heel wat zeldzame dieren en planten, zoals de roerdomp – een mysterieuze reigerachtige – en de minuscule boomkikker. Zonder de vijvers, rietvelden en heide in De Wijers zouden soorten als de roerdomp, woudaap of boomkikker in Vlaanderen misschien al uitgestorven zijn.
Het bijzondere lappendeken van vijvers ontstond door het kweken van vis. Eerst door kloosterlingen, later door commerciële viskwekers. Ingenieuze systemen van dijken en grachten creëerden snoeren van aaneengeschakelde vijvers in en langs de beken. Ook vandaag nog worden heel wat vijvers gebruikt voor de viskweek. Naast vijvers vind je hier ook uitgestrekte glooiende heidelandschappen, beekvalleien en bossen.
Het unieke landschap van De Wijers weerspiegelt zijn bijzondere ligging op de overgang tussen het Kempens plateau en Haspengouw. Het Kempens plateau vormt met zijn waterdoorlatende zandbodem het infiltratie- en brongebied van De Wijers. Hier ontspringen de parallelle beekvalleien die zuidwestwaarts stromen en het gebied van De Wijers structureren. Het infiltratiewater komt via de ondergrond op veel plaatsen in De Wijers aan de oppervlakte als kwelwater. Meteen de ideale voedingsbodem voor het aanleggen van de kenmerkende vijvers in de streek.

### Verschillende oorsprong
Niet alle vijvers zijn even oud en hebben dezelfde oorsprong. De oudste visvijvers dateren uit de 13de eeuw en liggen in De Maten in Genk. De visvijvers in natuurreservaat de Dauteweyers in Diepenbeek zijn pas in de 18e eeuw ontstaan en werden eerst gebruikt voor de ontginning van ijzererts. De vijvers in domein Terlaemen in Heusden-Zolder werden voor het eerst als visvijver gebruikt in 1880. Daarvoor werden deze gebruikt voor veenwinning. De grote explosie van het aantal vijvers vond plaats in de 19e en 20e eeuw, onder invloed van de Zonhovense viskwekers die het kweken tot een economische activiteit maakten.
Andere vijvers van De Wijers werden kunstmatig aangelegd. Tot en met het begin van de twintigste eeuw ontstonden ze door het bijwerken van vennen of door het afdammen van laagtes. Na WO II werd hooiland uitgegraven tot een cluster van vijvers. De vijvers werden vooral gebruikt voor het kweken van karpers – tot op de dag van vandaag een belangrijke onderdeel van de visteelt in Zonhoven.
De vijvers werden in de beekvalleien aangelegd volgens een ingenieus systeem met dijken. Instromend water werd opgehouden door een dijk, waardoor een diepere vijver ontstond die geschikt was voor viskweek. De waterstand werd gecontroleerd door op- en aflaten. Stroomafwaarts werd een volgend ven afgedamd, waardoor men een snoer van vijvers kreeg.
Later maakte men vijvers met aan alle vier de kanten een dijk, om meer vis te kunnen kweken. De ene wijer liep over in de andere en na verloop van tijd ontstond er een vijvercomplex van verschillende vijvers.
Sinds 2025 loopt een wandelnetwerk door De Wijers.

### Abdij van Herkenrode
Een belangrijke periode voor De Wijers waren de late middeleeuwen (12de en 13de eeuw). In de 13de eeuw ontstonden de eerste vijvers door veen- en ijzerwinning. In de Kempense bodems was veel veen terug te vinden. Onder invloed van de toenmalige kloosters (vooral de abdij van Herkenrode) werden deze putten nadien gebruikt voor viskweek. De abdij van Herkenrode (cisterciënzerinnen) was tevens de beheerder van Bokrijk.
De promotie van de viskweek door deze kloosters had verschillende redenen:
- In de middeleeuwen mochten kloosterlingen en andere gelovigen op vrijdag geen vlees eten van ‘dieren met vier poten’. Ook tijdens de vasten mocht geen vlees gegeten worden. Vis bood uitkomst en was een belangrijke voedselbron
- Een andere reden waarom de kloosters massaal de viskweek aanmoedigden, was dat ze hoopten dat de bevolking meer tijd zou hebben om te bidden als ze veel proteïnerijke vis aten
- Ten slotte waren de zoetwatervissen uit de viskweekvijvers een goedkoper en verser alternatief dan zeevis
- Er viel met viskweek eenvoudigweg meer te verdienen dan met landbouw

De vijvers werden in de loop van de eeuwen uitgebreid tot een complex van honderden aaneengesloten vijvers. De Zonhovense viskwekerijen zijn hier nog steeds het beste bewijs van. Om de vijvers van water te voorzien werden er later diverse sluizen aangebracht. De vijvers lopen in elkaar over volgens het principe van de communicerende vaten. Ieder jaar in het najaar laat men een aantal vijvers leeglopen om de kweekvis gemakkelijker te kunnen vangen.

### Toegangspoorten
Om het gebied toegankelijker te maken werden acht toeristische toegangspoorten aangewezen: de abdij van Herkenrode, het recreatiepark Heidestrand met uitkijktoren in Zonhoven, het domein Bovy, Kelchterhoef, domein Kiewit, de Slagmolen aan De Maten, het Demerstrand in Diepenbeek en het Schulensmeer.

### Natuurgebieden
De Wijers omvat tientallen natuurgebieden, die verschillende beheerders hebben, waaronder het Agentschap voor Natuur en Bos van het Vlaams Gewest, natuurbehoudsvereniging Natuurpunt en de vzw Limburgs Landschap, maar ook gemeenten en particuliere eigenaars.
| Natuurgebied             | Oppervlakte (ha) | Gemeente(n)          | Beheerder(s)                                                     | Natura 2000-bescherming                                                                                |
| ------------------------ | ---------------- | -------------------- | ---------------------------------------------------------------- | --- |
| Abdijsite Herkenrode     |                  | Hasselt              | Toerisme Vlaanderen                                              | |
| Ballewijer               |                  | Zonhoven             | Limburgs Landschap vzw                                           | BE2200031 (habitatrichtlijngebied)                                                                     |
| Begijnenheide            |                  | Houthalen-Helchteren |                                                                  | |
| Berkenbosbeek            | 32               | Heusden-Zolder       | Natuurpunt                                                       | |
| Bokrijk                  |                  | Genk                 | Provincie Limburg                                                | BE2200031 (habitatrichtlijn) BE2200525 (vogelrichtlijngebied)                                          |
| Bolderberg               | 70               | Heusden-Zolder       | Limburgs Landschap vzw                                           | BE2200031 (habitatrichtlijngebied) BE2219312 (vogelrichtlijngebied)                                    |
| Borggravevijvers         |                  | Hasselt              |                                                                  | BE2200031 (habitatrichtlijn) BE2200525 (vogelrichtlijngebied)                                          |
| Breelaarheide            | 19               | Houthalen-Helchteren | Limburgs Landschap vzw                                           | BE2200031 (habitatrichtlijngebied)                                                                     |
| Caetsweyers              | 48               | Diepenbeek           | Limburgs Landschap vzw                                           | |
| Dauteweyers              | 11               | Diepenbeek           | Natuurpunt                                                       | |
| De Maten                 | 536              | Diepenbeek, Genk     | Natuurpunt                                                       | BE2200028 (habitatrichtlijngebied) BE2200626 (vogelrichtlijngebied)                                    |
| Domein Bovy              | 34               | Heusden-Zolder       | Gemeente Heusden-Zolder                                          | |
| Domein Kiewit            |                  | Hasselt              | Stad Hasselt                                                     | |
| Dorpsbeekvallei          | 6                | Genk                 | Stad Genk (Heempark Genk)                                        | |
| Dorpsbemden-Pomperik     | 60               | Diepenbeek           | Natuurpunt (38 ha)                                               | BE2200041 (habitatrichtlijngebied)                                                                     |
| Galgenberg               |                  | Heusden-Zolder       | Agentschap voor Natuur en Bos                                    | |
| Geelberg                 |                  | Zonhoven             | Agentschap voor Natuur en Bos, Limburgs Landschap vzw            | BE2200031 (habitatrichtlijngebied) BE2219312 (vogelrichtlijngebied)                                    |
| Groene Delle             |                  | Lummen               | Limburgs Landschap vzw en particulier                            | |
| Hengelhoef               |                  | Houthalen-Helchteren | Limburgs Landschap vzw en particulier                            | BE2200031 (habitatrichtlijngebied)                                                                     |
| Het Wik                  | 110              | Genk                 | Natuurpunt                                                       | BE2200031 (habitatrichtlijn) BE2200525 (vogelrichtlijngebied)                                          |
| Kelchterhoef             |                  | Houthalen-Helchteren |                                                                  | BE2200031 (habitatrichtlijngebied) BE2200030 (habitatrichtlijngebied) BE2220313 (vogelrichtlijngebied) |
| Klotbroek                |                  | Genk                 | Natuurpunt (21 ha)                                               | BE2200031 (habitatrichtlijn)                                                                           |
| Kolberg                  |                  | Hasselt              |                                                                  | BE2200031 (habitatrichtlijngebied) BE2219312 (vogelrichtlijngebied)                                    |
| Kolveren                 | 30               | Zonhoven             | Limburgs Landschap vzw                                           | BE2200031 (habitatrichtlijngebied)                                                                     |
| Laambroeken              | 43               | Heusden-Zolder       | Limburgs Landschap vzw                                           | BE2200031 (habitatrichtlijngebied)                                                                     |
| Laambroekvijvers         | 15               | Houthalen-Helchteren | Limburgs Landschap vzw                                           | BE2200031 (habitatrichtlijngebied)                                                                     |
| Lummens Broek            |                  | Lummen               |                                                                  | |
| Mangelbeekvallei         |                  | Houthalen-Helchteren | Agentschap voor Natuur en Bos                                    | BE2200030 (habitatrichtlijngebied)                                                                     |
| Meylandt-Obbeek          |                  | Heusden-Zolder       |                                                                  | |
| Molenheide               |                  | Houthalen-Helchteren |                                                                  | BE2200029 (habitatrichtlijngebied)                                                                     |
| Op den Aenhof            |                  | Heusden-Zolder       | Agentschap voor Natuur en Bos                                    | BE2200030 (habitatrichtlijngebied)                                                                     |
| Platwijers               |                  | Zonhoven             | Agentschap voor Natuur en Bos, Natuurpunt en particulier         | BE2200031 (habitatrichtlijngebied) BE2219312 (vogelrichtlijngebied)                                    |
| Prinsbeemden             | 25               | Hasselt              | Stad Hasselt                                                     | |
| Schemmersberg            | 40               | Genk                 | Stad Genk (Heempark Genk)                                        | |
| Schulensbroek            |                  | Herk-de-Stad         | Agentschap voor Natuur en Bos, Natuurpunt en particulier         | BE2400014 (habitatrichtlijngebied) BE222316 (vogelrichtlijngebied)                                     |
| Slangebeekbron           | 25,5             | Zonhoven             | Limburgs Landschap vzw                                           | BE2200031 (habitatrichtlijngebied)                                                                     |
| Sluisbeemden             |                  | Diepenbeek           | Natuurpunt                                                       | |
| Stiemerbeekvallei        |                  | Genk                 | Natuurpunt                                                       | |
| Tenhaagdoornheide        |                  | Houthalen-Helchteren | Agentschap voor Natuur en Bos en particulier                     | BE2200031 (habitatrichtlijngebied)                                                                     |
| Terril van Winterslag    |                  | Genk                 | particulier                                                      | |
| Teut                     |                  | Zonhoven             | Agentschap voor Natuur en Bos, Natuurpunt en particulier         | BE2200031 (habitatrichtlijngebied)                                                                     |
| Thiewinkel               | 37               | Lummen               | Limburgs Landschap vzw                                           | |
| Vallei van de Mangelbeek |                  | Heusden-Zolder       | Limburgs Landschap vzw                                           | |
| Van Soest                |                  | Heusden-Zolder       | Agentschap voor Natuur en Bos                                    | |
| Waterlozen               | 2                | Heusden-Zolder       | Limburgs Landschap vzw                                           | BE2200031 (habitatrichtlijngebied) BE2219312 (vogelrichtlijngebied)                                    |
| Welleke                  | 4                | Zonhoven             |                                                                  | BE2200031 (habitatrichtlijngebied)                                                                     |
| Wijvenheide              |                  | Zonhoven             | Agentschap voor Natuur en Bos, Natuurpunt (47 ha) en particulier | BE2200031 (habitatrichtlijngebied) BE2219312 (vogelrichtlijngebied)                                    |

## Galerij

In de omgeving van het onthaalpunt Heidestrand
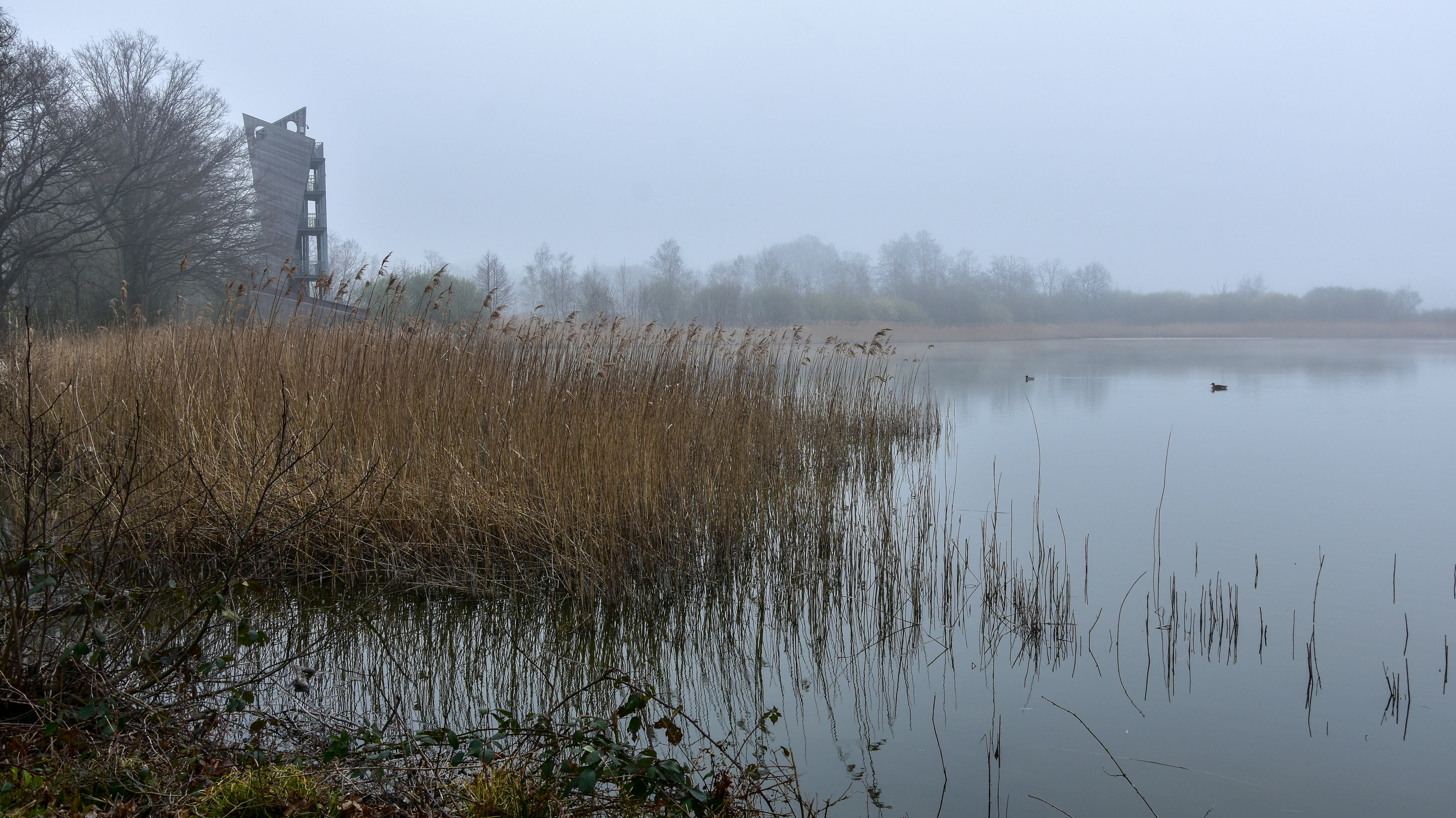
Uitkijktoren
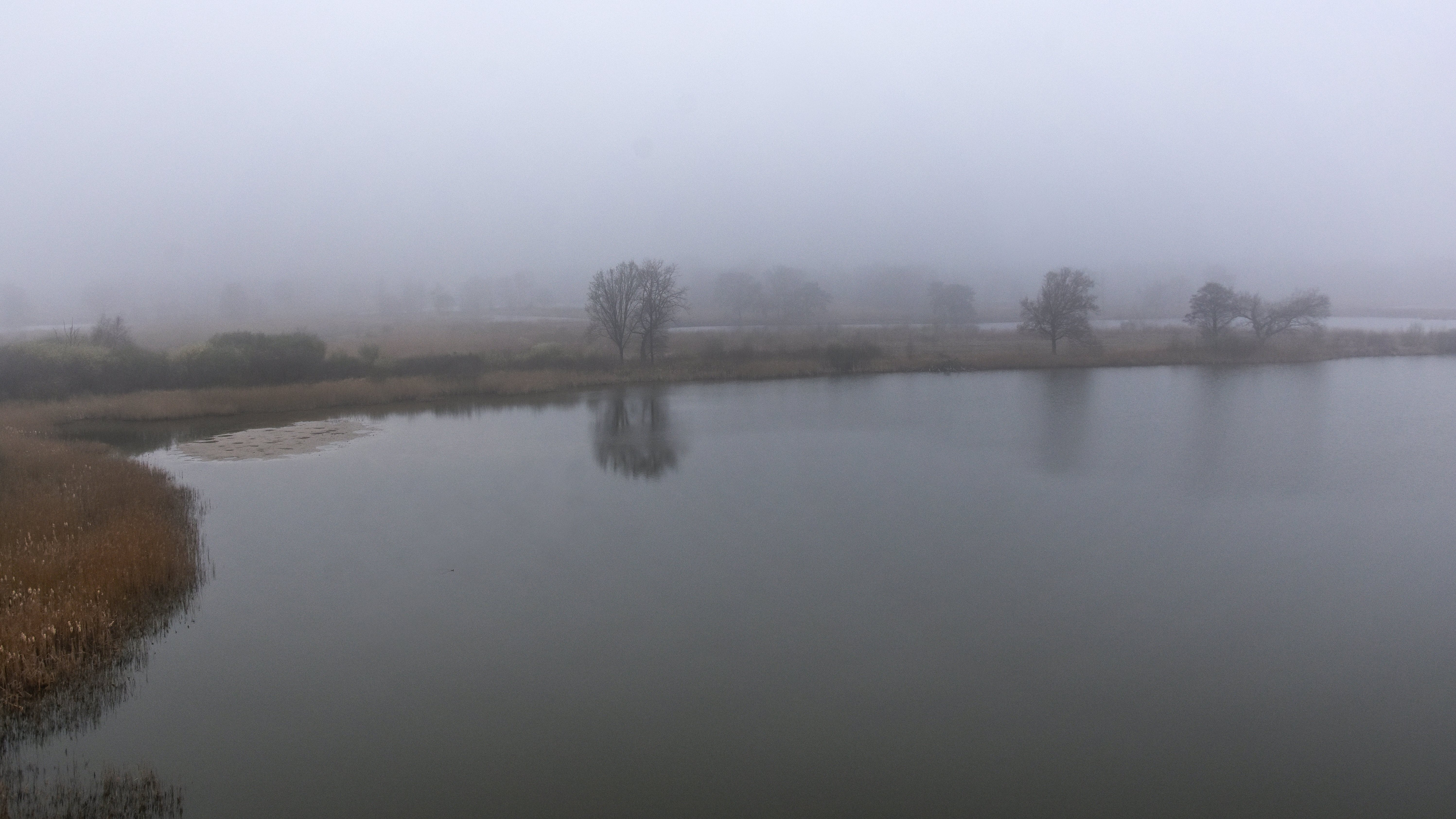
Vanaf de uitkijktoren
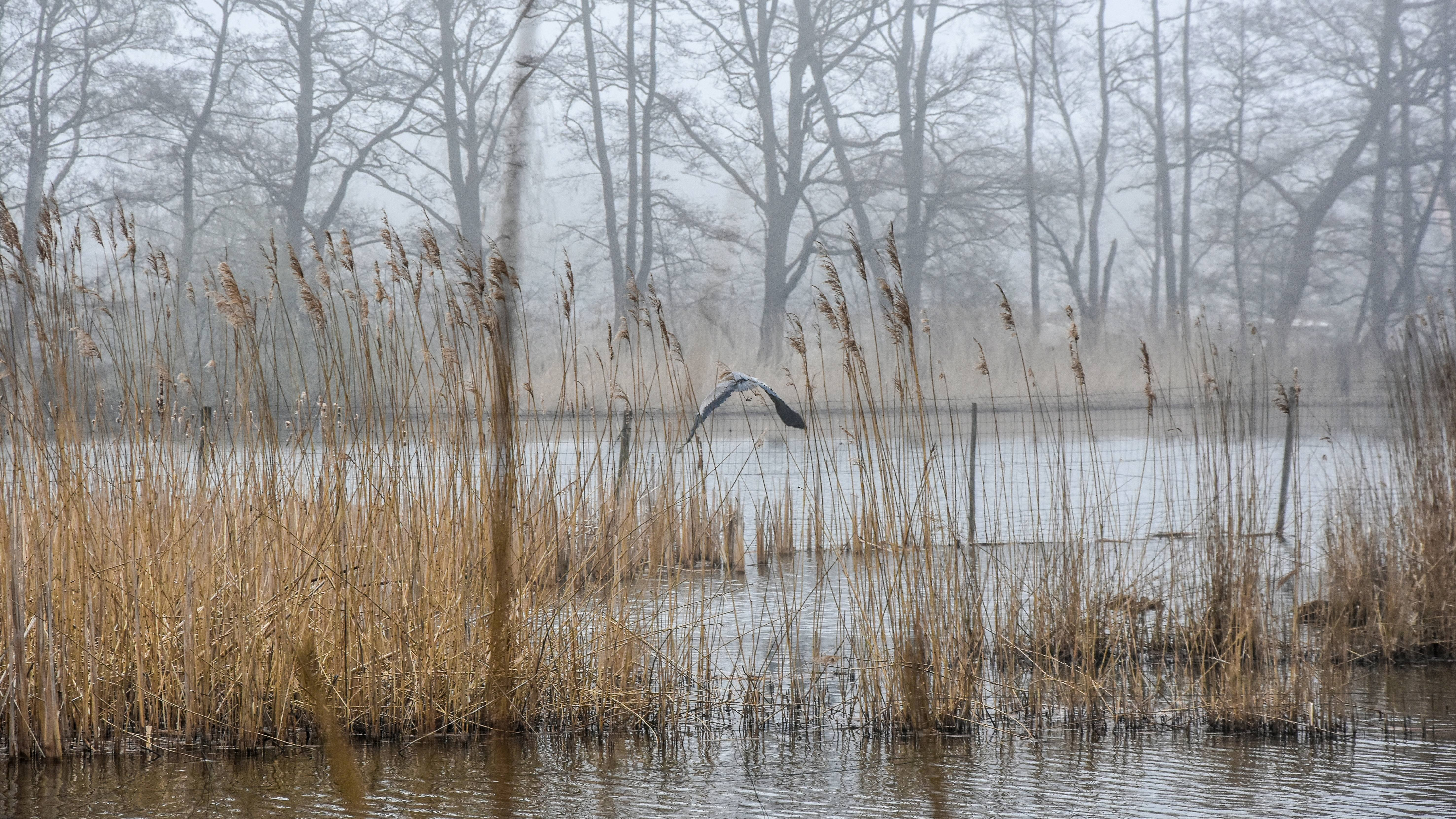
Een opvliegende reiger
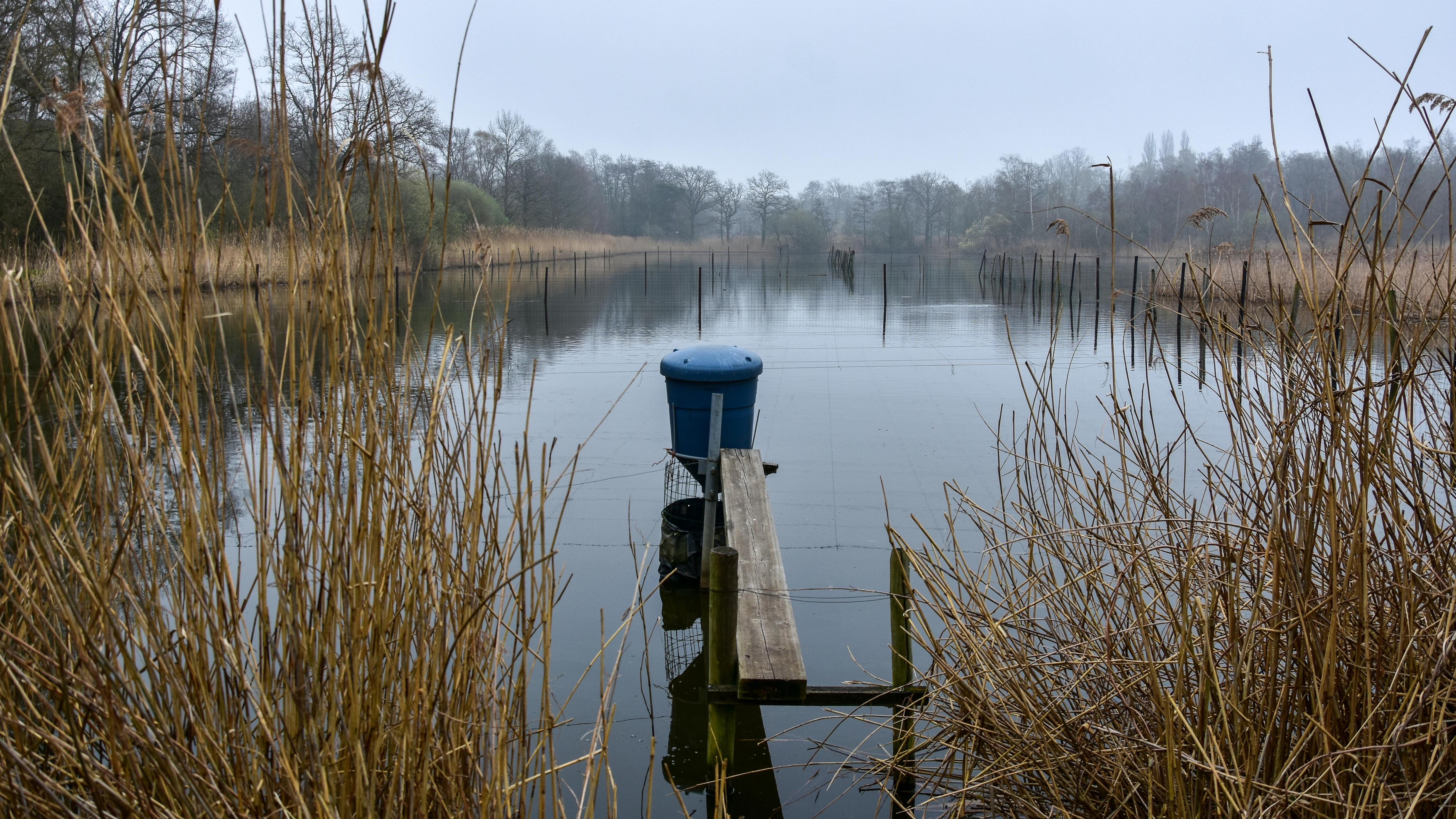
Een viskweekvijver in De Wijers
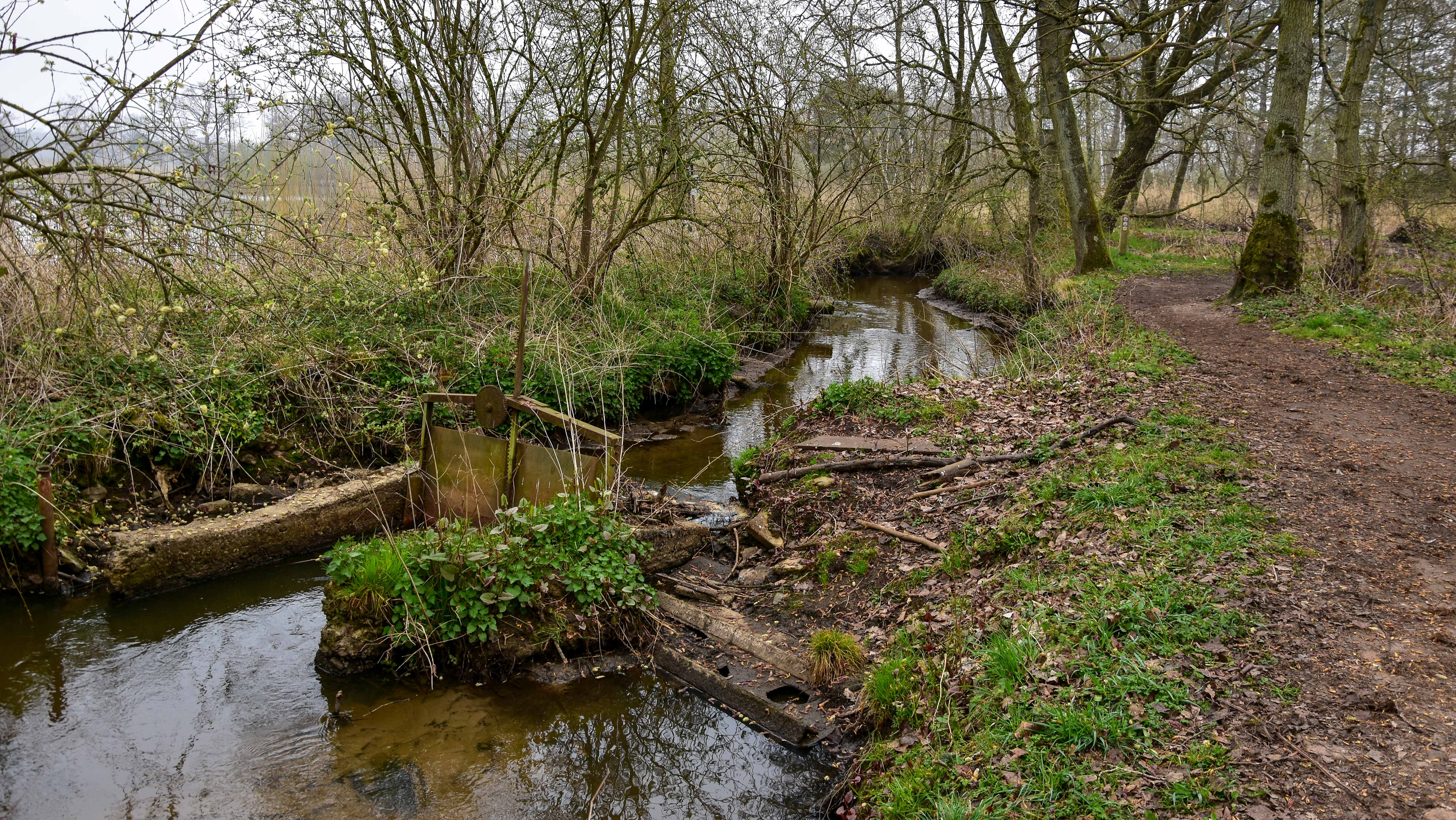
Stuw op de Zonderikbeek
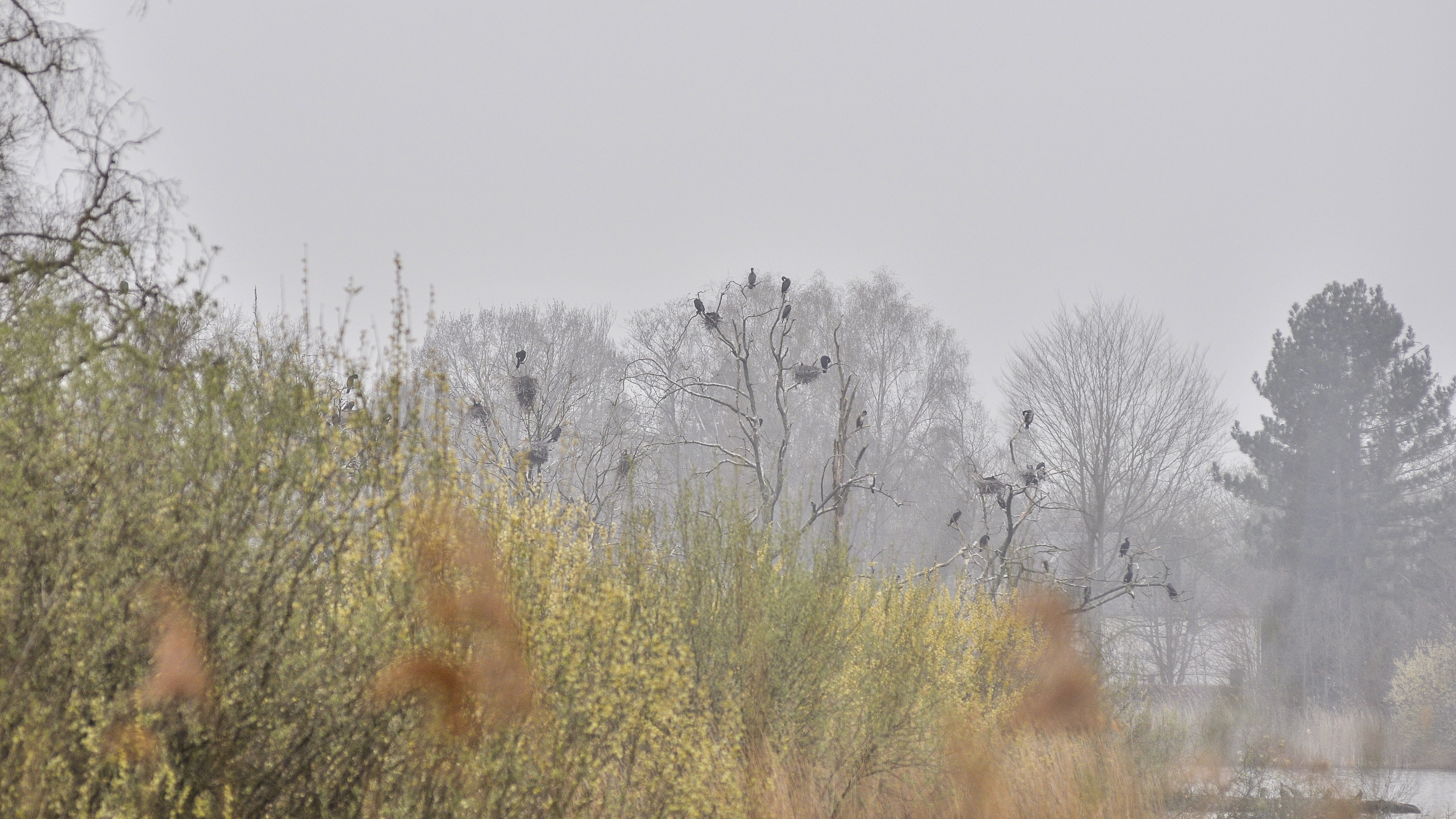
Aalscholvers
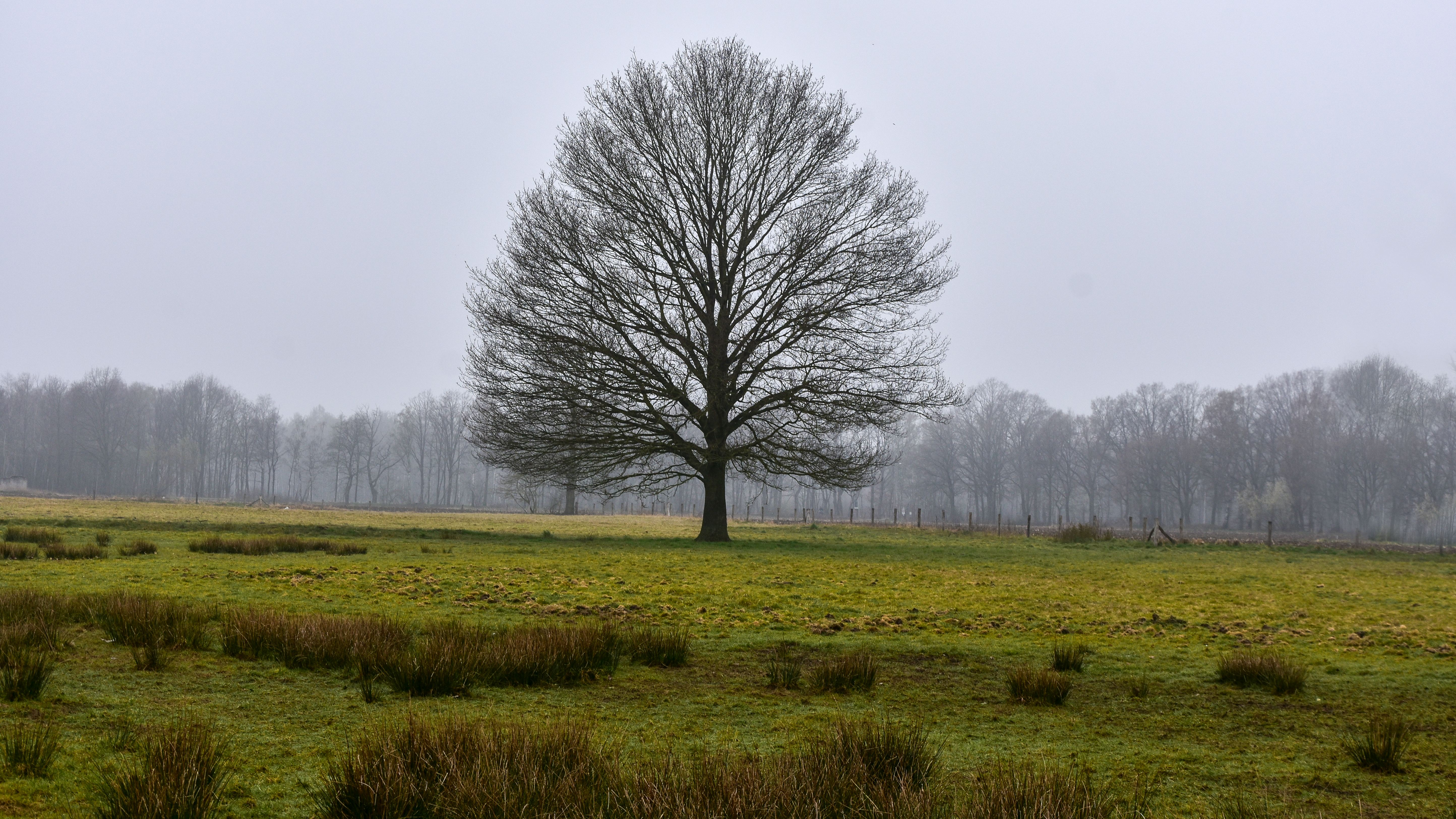
Een eik in De Wijers